# 久良岐郡
久良岐郡（日语：／ Kuraki gun */?）是日本神奈川縣辖下的一个郡，下辖1町1村，已於1936年10月1日因無管轄町村而廢除郡建置。

## 郡域

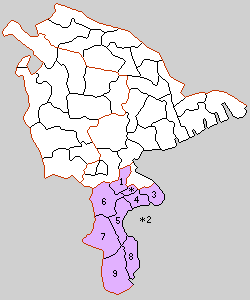
1.戶太村 2.中村 3.本牧村 4.根岸村 5.屏風浦村 6.大岡川村 7.日下村 8.金澤村 9.六浦莊村（紫：橫濱市）

1878年（明治十一年）時久良岐郡大約為以下區域。
- 橫濱市中區、南區、西區、磯子區、金澤區等等。

### 鄰接郡份
當時久良岐郡與以下郡份連接。
- 神奈川縣：橘樹郡、鎌倉郡、三浦郡

### 廢除前管轄範圍
- 金澤町
- 六浦莊村

## 相關項目
- 日本已不存在的郡列表